# Stazione di Kintetsu-Kanie
La stazione di Kintetsu-Kanie (近鉄蟹江駅?, Kintetsu-Kanie-eki) è una stazione che si trova nella cittadina di Kanie, nella prefettura di Aichi in Giappone gestita dalle ferrovie Kintetsu.

## Linee
Ferrovie Kintetsu
■ Linea Kintetsu Nagoya

## Struttura
La stazione si trova in superficie, e dispone di due marciapiedi a isola con quattro binari passanti. Il fabbricato viaggiatori si trova sul lato per Nagoya, e per accedere ai marciapiedi è necessario attraversare a raso i binari attraverso un passaggio a livello interno alla stazione. Sono presenti inoltre tornelli di accesso automatici e servizi igienici.
| 1-2 | ■ Linea Kintetsu Nagoya | per Kuwana, Yokkaichi, Tsu e Ise-Nakagawa |
| 3-4 | ■ Linea Kintetsu Nagoya | per Kintetsu-Nagoya                       |

## Traffico
Presso Kintetsu-Kanie passa la linea Kintetsu Nagoya, e fermano tutti i treni, dai locali agli espressi, offrendo in media 8 treni all'ora per raggiungere Kintetsu-Nagoya. Durante l'ora di punta della mattina, e in particolare dalle 7 alle 9, cirsolano fino a 16 treni all'ora, offrendo una frequenza da metropolitana.

## Stazioni adiacenti
| «                     | Servizio              | »                     |
| Linea Kintetsu Nagoya | Linea Kintetsu Nagoya | Linea Kintetsu Nagoya |
| --------------------- | --------------------- | --------------------- |
| Toda                  | Locale                | Tomiyoshi             |
| Kintetsu-Nagoya       | Semiespresso          | Tomiyoshi             |
| Kintetsu-Nagoya       | Espresso              | Kintetsu-Yatomi       |